# Osvaldo Ardiles
Osvaldo César Ardiles (* 3. srpna 1952, Córdoba) je bývalý argentinský fotbalový záložník, člen týmu mistrů světa 1978.
Začínal v klubu Instituto Atlético Central Córdoba, pak hrál první ligu za CA Huracán, v roce 1978 přestoupil do Tottenham Hotspur, kde se stal jedním z prvních cizinců v anglické nejvyšší soutěži. Odehrál za londýnské „Kohouty“ deset sezón a pomohl jim vyhrát FA Cup 1981 a Pohár UEFA 1983/84. V době falklandské války odešel z bezpečnostních důvodů na hostování do Paris Saint-Germain FC.
V argentinské reprezentaci debutoval v roce 1975, odehrál za ni 63 zápasů a vstřelil osm branek. Nastoupil na mistrovství světa ve fotbale 1978, které Argentinci na domácí půdě vyhráli, a na mistrovství světa ve fotbale 1982.
Je jediným Argentincem na seznamu stovky nejlepších hráčů v historii Football League, sestaveném na základě ankety mezi experty. Měl přezdívky Ossie nebo El Pitón (krajta), díky schopnosti protáhnout se mezi soupeřovými obránci jako had. Popové duo Chas & Dave nahrálo v roce 1981 píseň Ossie's Dream (Spurs Are On Their Way To Wembley), která oslavovala jeho přínos k pohárovému vítězství Tottenhamu. V roce 1981 hrál jednu z hlavních rolí ve filmu Vítězství.
Po skončení aktivní kariéry působí jako trenér, také vede vlastní akademii pro fotbalové talenty a spolukomentuje televizní přenosy. Trénovat začal ve Swindon Town, kterému v roce 1990 pomohl vyhrát třetí nejvyšší soutěž, do druhé ligy však klub nebyl připuštěn kvůli neplacení finančních závazků. Pak vedl Tottenham, japonský Šimizu S-Pulse (získal v roce 1998 cenu pro nejlepšího trenéra japonské ligy), Racing Club (Buenos Aires), Beitar Jeruzalém FC a další týmy.